# 아라카베산섬

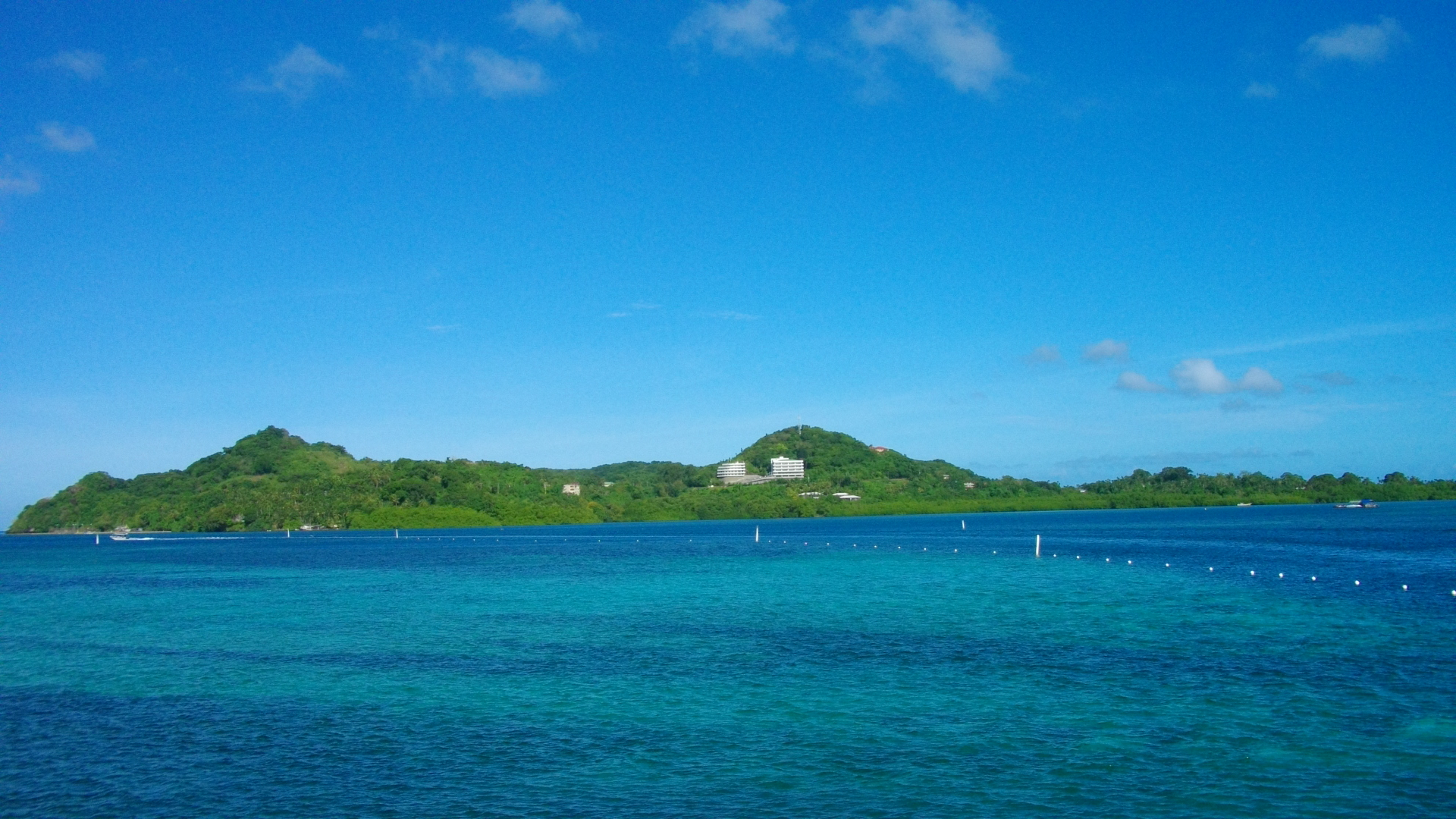
아라카베산섬

아라카베산섬(영어: Ngerekebesang Island, 팔라우어: Arakabesan)은 팔라우 코로르주에 속한 섬이다.
팔라우의 수도가 멜레케오크로 이전하기 전까지 이 곳에는 대통령궁이 있었으며 코로르 도심 외곽 지역에는 호텔이 많이 들어서 있다. 아라카베산(Ngerekebesang), 메윤스(Meyuns), 에창(Echang) 3개 마을이 있는데 주민들은 대부분 남서 제도(손소롤주, 하토호베이주) 출신이며 자연 재해를 계기로 이주한 사람들이다. 메윤스 마을에는 팔라우에서 가장 큰 병원인 팔라우 국립 병원이 들어서 있다. 코로르섬과는 육교로 연결되어 있다.